# Laulauga Tausaga
Laulauga Tausaga (22 de mayo de 1998) es una deportista estadounidense que compite en atletismo. Ganó una medalla de oro en el Campeonato Mundial de Atletismo de 2023, en la prueba de lanzamiento de disco.

## Palmarés internacional
| Campeonato Mundial | Campeonato Mundial | Campeonato Mundial | Campeonato Mundial |
| Año                | Lugar              | Medalla            | Prueba             |
| ------------------ | ------------------ | ------------------ | ------------------ |
| 2023               | Budapest (Hungría) | Medalla de oro     | Disco              |